# 奈迈什纳杜德沃尔
奈迈什纳杜德沃尔，是匈牙利南部巴奇-基什孔州所辖的一个村，总面积58.79平方公里，总人口2064，人口密度35.11人/平方公里（2001年）。地理坐标为46°20′N 19°03′E。